# Paisatge de Nova Anglaterra
Paisatge de Nova Anglaterra o New England Scenery, que és el títol original en anglès, és una obra del pintor paisatgista estatunidenc Frederic Edwin Church, pertanyent a l'anomenada escola del Riu Hudson. Aquesta pintura pertany a la seva primera etapa, i va contribuir fonamentar el seu prestigi artístic.

## Introducció

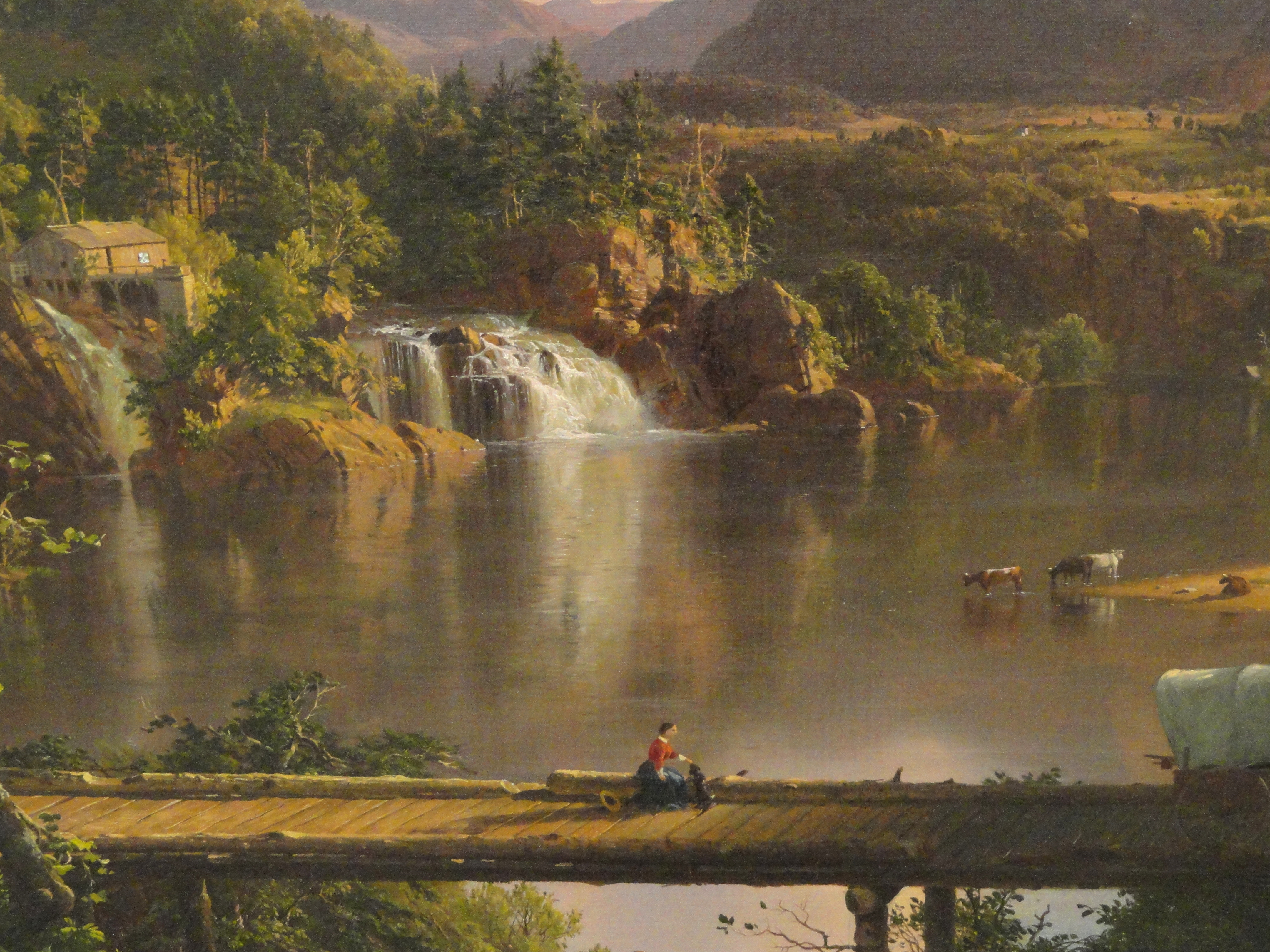
Detall de la part inferior dreta.

Aquest llenç fou pintat l'any 1851, i l'any següent va ser exposat a l'American Art-Union, on va merèixer aquest comentari: "This picture is considered by many to be the chef d'oeuvre of the artist. It is a view of water and mountain scenery, glowing with sunlight. It contains great breadth of effect, with a wonderful excellence in details".(Aquesta pintura és considerada per molts l'obra mestra de l'artista. És un paisatge amb elements d'aigua i muntanyes, que brilla amb la llum del Sol. Produeix un gran efecte, i excel·leix meravellosament en els detalls). Efectivament, aquest llenç és encara considerat com el millor, i com a la conclusió de la primera etapa de F.E.Church.
En aquesta obra, Church va utilitzar la tècnica amb la qual, a partir de llavors, va realitzar molts dels seus llenços posteriors. Basant-se en esbossos de diversos elements, realitzats durant els seus viatges, muntava en primer lloc, un esbós preliminar compost de varis esbossos parcials i, finalment, realitzava el llenç definitiu. En aquest cas, els esbossos (en llapis, guaix, i en esbós a l'oli) incloïen vistes de les cascades del Genesee River a l'Estat de Nova York, i panorames de la costa des de Mount Desert Island, a Maine, llocs que Church havia visitat durant l'estiu i la tardor de 1850 i 1851.
El primer gran estudi a l'oli de la composició final es caracteritza, per la seva mida, per l'entusiasme evident de l'artista, per les superfícies de pintura extremadament riques, contrastos contundents, i per una presentació dramatitzada de núvols agitats i altres fenòmens naturals. El llenç final presenta una perspectiva molt més serena, i una composició visual que uneix tant la representació realista com la idealització artística.

## Anàlisi de l'obra
Aquest llenç és un "retrat" d'un lloc inexistent, però que podria perfectament ésser imaginat gairebé en qualsevol lloc de Nova Anglaterra. És una icona de la perfecció, que remarca l'atractiu i els plaers d'una vida rural, on la indústria humana i la Natura es barregen harmònicament. Els detalls, disposats des del primer pla fins al darrer terme —un pont, figures humanes, un carruatge, bestiar, una serradora i un petit poble amb el seu campanar— són unificats per l'espai de l'aigua del segon terme. L'obra és una síntesi de diversos espais (prats, planells, valls) que són articulats pels arbres, muntanyes i núvols, i unificats per la llum solar, que irradia des de la dreta de l'espectador.